# Mami Nakano
Mami Nakano (jap. 中野真実 Nakano Mami; ur. 12 marca 1979) – japońska lekkoatletka specjalizująca się w skoku o tyczce.

## Osiągnięcia
- srebrny medal halowych mistrzostw Azji (Pattaya 2006)
- wielokrotna mistrzyni[1] i rekordzistka[2] Japonii

## Rekordy życiowe
- skok o tyczce (stadion) – 4,31 (2004)
- skok o tyczce (hala) – 4,32 (2011) rekord Japonii